# Benkő Dániel (mezőgazdász)
Árkosi Benkő Dániel (Kézdivásárhely, 1799. január 9. – Budapest, 1883. november 19.) mezőgazdasági szakíró, a Magyar Tudományos Akadémia levelező tagja.

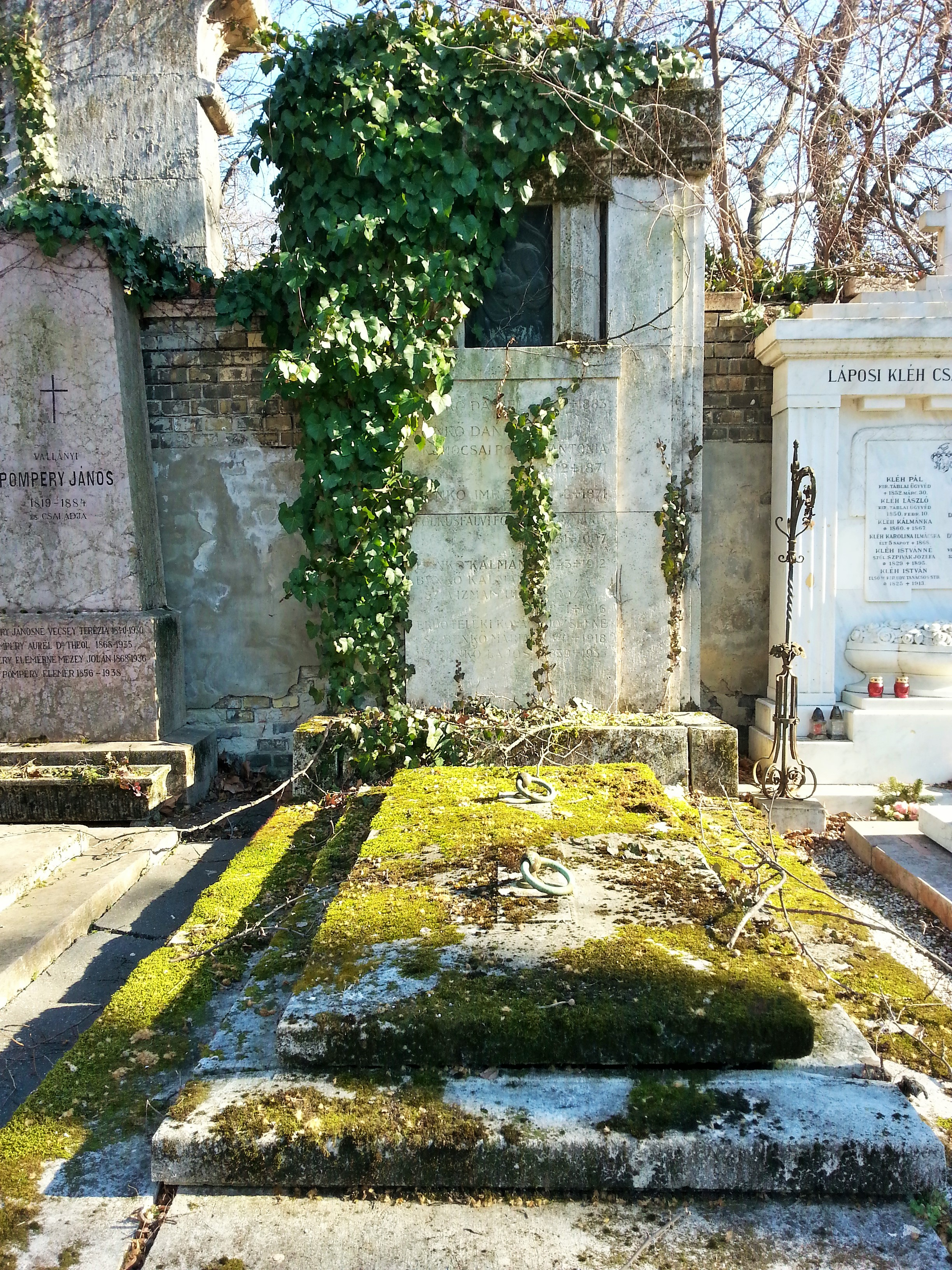
Sírja a Fiumei úti sírkertben, a Nemzeti sírkert része

## Életpályája
Benkő Bálint és Jancsó Salóme fia volt. Iskoláit szülővárosában kezdte, majd Nagyenyeden folytatta, ahol a bölcselet mellett a jogi és teológiai tanulmányokat is végezte. Ezalatt tanítója volt gróf Mikó Imrének és báró Kemény Zsigmondnak. Egy évet nyilvános tanítóként is töltött Nagyenyeden. Ezután három évig orvosnövendék volt Bécsben, ahol különösen a vegytan, élettan és természettan voltak kedvelt tantárgyai. A sok tanulás azonban megtámadta szemeit, így orvosi tanácsra elhagyta az elméleti tudományok területét, és a mezőgazdaságot választotta életpályául. Károlyi Lajos gróf birtokán Tótmegyeren kapta az első állását, Klauzál Imre mellett dolgozott 1828. júniustól 1840. szeptember végéig, hivatali ügyintézést is végzett, s a gazdászati ismeretek terén a gazdatiszti és felügyelői beosztásig emelkedett. 1838-ban, amikor Klauzál a jeles rohonci gazdasági tanintézetet szervezte, Benkőt oda is magával vitte s ő ebben az intézetben az 1839-i tanév alatt a gazdasági műtan tanára volt. 1840. szeptember 1-től Esterházy Pál Antal herceg lévai uradalmának lett felügyelője, aki 1846. május 26-tól kerületi főfelügyelővé léptette elő a lévai, biccsei és derecskei uradalmaiban, s itt tevékenykedett 1854. évi nyugalomba vonulásáig. Ezután négy és fél évig Schönborn gróf gazdasági tanácsosa volt munkácsi uradalmában; ezt követően Károlyi István uradalmaiban dolgozott két éven át, majd közvetlenül halála előtt, több, mint tíz éven át Zselénszky Róbertnél működött gazdasági tanácsosként.
1832. július 8-án vette feleségül Polyák Antóniát, Polyák Antalnak, Marczibányi Márton tornyai uradalmi felügyelőjének leányát. Három gyermeke született: Lajos (Bars megyei főorvos lett) Mária, később Kovács Józsefné és Kálmán (később ügyvéd, a Magyar Földhitelintézet tisztviselője, majd igazgatója).
Gazdasági fejlesztéseket, újításokat is bevezetett. 1844-ben az általa kifejlesztett Benkő-eke a budai ekeverseny győztese lett (az eke által felszelt és megfordított földtömeg arányához képest a legkevesebb vonóerőt igénylő volta miatt), viszont az ekkor már nagyobb számban jelentkező és tőkeerősebb ekegyártók mellett soha nem tudott széles körben elterjedni. Ugyancsak végzett újító változtatást a magtakaró eke szerkezetében is. 1846-ban a Gazdasági Egyesület megszemlélte (majd ismertetési között leírta) a lévai uradalomban általa kialakított kelecsényi rétöntözés módszerét. A felügyelete alatt álló uradalmakban lehetőség szerinti gépesítéssel nagy területű kukoricatermesztést honosított meg. Azonban általános elismerést az állattenyésztés, különösen a juhtenyésztés terén és a gazdaságszervezésben ért el. A gazdatiszti javadalmazás teljesítményi százalékolásának volt a pártolója, de csak a közvetlen termelésben részt vevők esetében.
A Magyar Tudományos Akadémia 1859. december 19-én választotta levelező tagjai közé; székfoglalóját 1861-ben tartotta A növények táplálkozásáról gazdászati szempontból címmel. A Országos Magyar Gazdasági Egyesületnek igazgatóválasztmányi, az Erdélyi Gazdasági Egyesületnek tiszteletbeli, a bécsi császári és királyi mezőgazdasági társulatnak levelező tagja volt.

## Munkái
- Mezei gazdaság könyve, Stephens Henry The book of farm című munkája nyomán. Pest, 1855–68. 6 kötet. (Korizmics Lászlóval és Morócz Istvánnal együtt; főképpen a növénytermelést tárgyalók nagy része származott az ő tollából.)
- Gazdasági cikkei az Ismertető-ben (1840.) és a Magyar Gazdában (1848 előtt), azután a Gazdasági Lapok-ban (1854–1874.) és Falusi Gazdában (1858.) jelentek meg. Akadémiai székfoglalója: A növények táplálkozásáról gazdászati szempontból. (Akad. Ért. math. és term. oszt. II. 1861.)
- Kéziratban maradt: Szőlőművelés és Gazdasági üzlettan.
- Arcképe Molnár József által kőre rajzolva s Rohn A. által nyomtatva Pesten jelent meg 1858-ban.

## Emlékezete
Az Akadémián Galgóczy Károly tartott felette emlékbeszédet 1884. február 24-én.
Benkő Dániel síremléke a Klauzál Gábor Társaság honlapján. Archiválva: Benkő Dániel síremléke, Fiumei úti sírkert, J. 485.